# Jean-Louis Burnouf
Jean-Louis Burnouf (* 14. September 1775 in Urville (Département Manche); † 8. Mai 1844 in Paris) war ein französischer Altphilologe. Er übersetzte auch einige klassische lateinische Werke.

## Leben und Werk
Jean-Louis Burnouf, Sohn eines armen Webers, wurde 1808 Hilfslehrer am Lycée Charlemagne, darauf Professor der Rhetorik am Lycée impérial und erhielt 1811 eine Stelle an der École normale supérieure. Er wurde 1816 Professor der Beredsamkeit am Collège de France, 1826 Inspektor der Académie de Paris, 1830 Generalstudieninspektor und 1840 bei seiner Quieszierung Universitätsbibliothekar der Sorbonne. 1836 war er zum Mitglied der Académie des inscriptions et belles-lettres ernannt worden. Er starb am 8. Mai 1844 im Alter von 68 Jahren in Paris. Sein Sohn Eugène Burnouf wurde ein bedeutender Indologe.
Burnouf erwarb sich bedeutende Verdienste um die Reform der Methode des Unterrichts der klassischen Sprachen in Frankreich. Seine viel aufgelegten Schulbücher, die Méthode pour étudier la langue grecque (Paris 1814, zuletzt 1882) und die Méthode pour étudier la langue latine (Paris 1840, 27. Aufl. 1879), sowie die Auszüge daraus, die Premiers principes de la grammaire grecque (zuletzt 1879) und die Premiers principes de la grammaire latine (24. Aufl. 1883), wurden in Frankreich lange Zeit häufig der Instruktion in den klassischen Sprachen zu Grunde gelegt. Außerdem verfasste Burnouf eine Übersetzung des Tacitus (Traduction des œuvres complètes de Tacite, 6 Bde., 1828–33; zuletzt 1881) sowie die Textrezension und Übersetzung von Plinius’ Panegyricus (Panégyrique de Trajan, Paris 1834, 3. Aufl. 1845). Er nahm auch an der Collection des œuvres de Cicéron und an der Redaktion des Journal asiatique teil.